# Adrienne Gessner
Adrienne Gessner (* 23. Juli 1896 in Maria Schutz, Österreich-Ungarn; † 23. Juni 1987 in Wien, eigentlich Adrienne Geiringer) war eine österreichische Schauspielerin.

## Leben

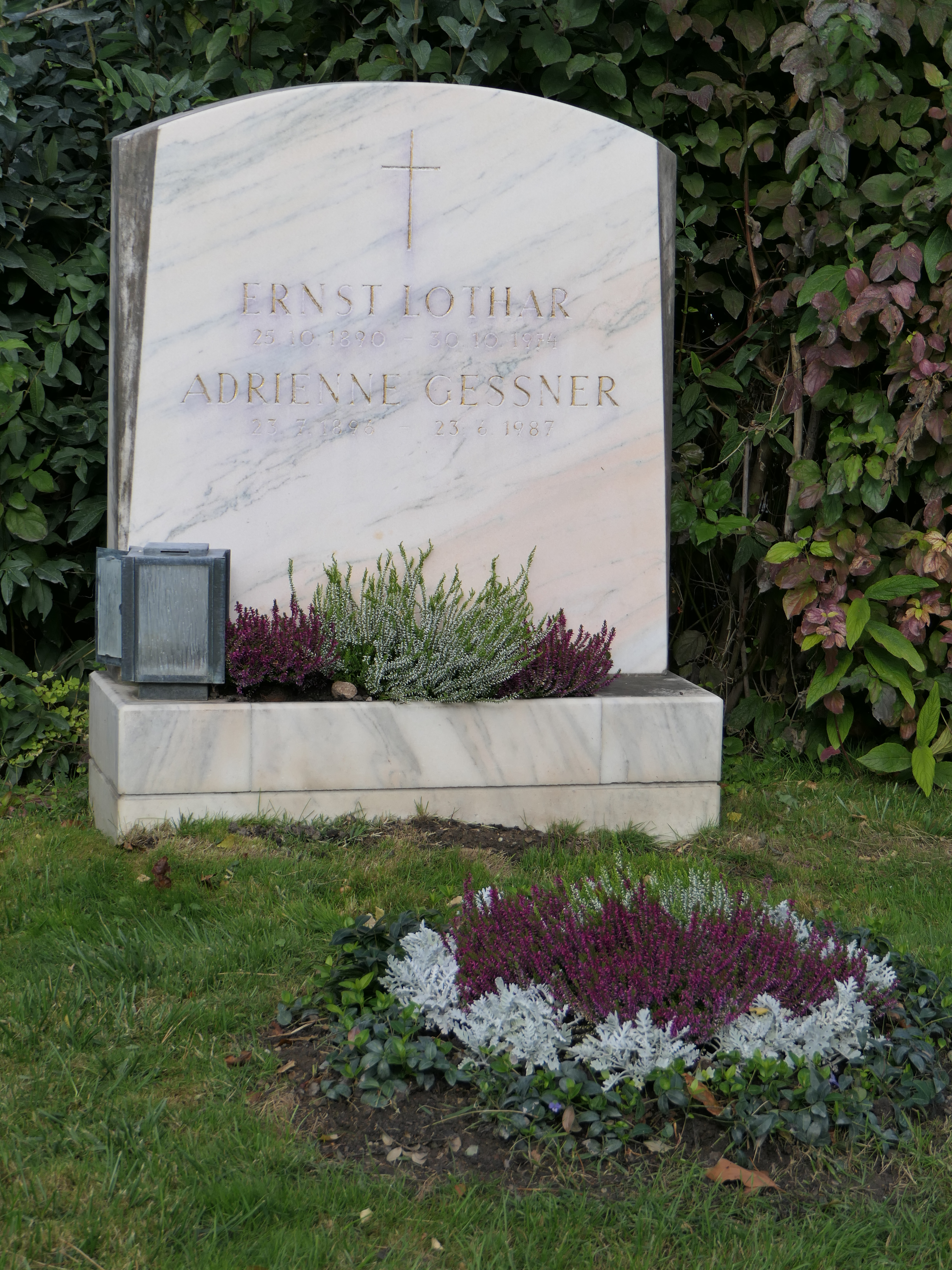
Grab von Ernst Lothar und Adrienne Gessner

Adrienne Gessner stammte aus einer Künstlerfamilie, sie war die Tochter des Komponisten und Gesangspädagogen Gustav Geiringer (1856–1945) und der Schauspielerin Christine Geiringer (1867–1937, geb. von Bukovics). Die Schauspielerin Margarete von Bukovics war ihre ältere Schwester. Ihr Großvater mütterlicherseits, Karl von Bukovics sowie ihre Tante Camilla wirkten ebenfalls als Schauspieler. Als Jugendliche pflegten Adrienne und ihre Schwester in den Jahren 1912/13 freundschaftlichen Umgang mit Enrico Caruso, welcher ein Freund ihres Vaters war und diesen bei seinen Auftritten in Wien öfters besuchte und mit ihm gemeinsam musizierte.
Adrienne Gessner machte eine Schauspielausbildung an der Akademie für Musik und darstellende Kunst in Wien und gab ihr Bühnendebüt 1916 an den Münchener Kammerspielen in Das Postamt (nach Rabindranath Tagore). Darauf folgten Engagements in Stuttgart und Wien sowie Gastspiele bei den Salzburger Festspielen und den Ruhrfestspielen in Recklinghausen. Während des Nationalsozialismus emigrierte sie wegen ihres jüdischen Ehemannes Ernst Lothar an Bord der Ile-de-France nach Amerika, wo sie am Broadway in New York u. a. neben dem jungen Marlon Brando spielte. Sie kehrte nach dem Zweiten Weltkrieg nach Österreich zurück und war langjähriges Mitglied des renommierten Wiener Burgtheaters.
Daneben war sie seit 1931 auch als Darstellerin im Film aktiv. Dabei spielte sie beispielsweise unter der Regie von Ernst Marischka in Der Feldherrnhügel (1953), neben Romy Schneider und Hans Moser in Die Deutschmeister oder neben Lilo Pulver in Ich denke oft an Piroschka (nach Hugo Hartung). Sie wirkte ebenso in Der Engel mit der Posaune (1948) neben Paula Wessely und Herrn Josefs letzte Liebe mit Hans Moser mit. In Kronprinz Rudolfs letzte Liebe (1956) spielte sie die Mutter von Mary Vetsera (Christiane Hörbiger) sowie in Prinzessin Olympia (1960) die Tante von Sophia Loren. Einen ihrer letzten Filmauftritte absolvierte sie 1979 in Maximilian Schells Filmversion von Geschichten aus dem Wienerwald als böse Großmutter.
Adrienne Gessner wurde für ihre künstlerische Tätigkeit mit dem Max-Reinhardt-Ring und 1966 mit der Ehrenmedaille der Bundeshauptstadt Wien in Silber ausgezeichnet. Sie war mit dem Schriftsteller und Regisseur Hofrat Ernst Lothar verheiratet. Ihr Ehrengrab und das ihres Gatten befindet sich auf dem Wiener Zentralfriedhof (Gruppe 32 C, Nummer 37). Im Jahr 2014 wurde in Wien-Floridsdorf (21. Bezirk) die Adrienne-Gessner-Gasse nach ihr benannt.

## Filmografie
- 1931: Die große Liebe
- 1935: Katharina die Letzte
- 1948: Der Engel mit der Posaune
- 1948: Nach dem Sturm
- 1949: Vagabunden
- 1951: Frühlingsstimmen
- 1951: Der fidele Bauer
- 1952: Abenteuer in Wien
- 1952: Nicht die Zeit für Blumen (No Time for Flowers)
- 1952: Ich hab’ mich so an Dich gewöhnt
- 1952: Hannerl
- 1953: Der Feldherrnhügel
- 1954: Die Hexe
- 1954: Der erste Kuß
- 1955: An der schönen blauen Donau
- 1955: Ja, so ist das mit der Liebe (Ehesanatorium)
- 1955: Zwei Herzen und ein Thron
- 1955: Ich denke oft an Piroschka
- 1955: Die Deutschmeister
- 1956: Kronprinz Rudolfs letzte Liebe
- 1956: Rosmarie kommt aus Wildwest / Rosmarie räumt auf
- 1956: Das Liebesleben des schönen Franz
- 1956: Die goldene Brücke
- 1956: Salzburger Geschichten
- 1957: Familie Schimek
- 1957: Einen Jux will er sich machen
- 1957: Die liebe Familie
- 1958: Jedermann (Fernsehen)
- 1958: Meine schöne Mama
- 1958: Die Trapp-Familie in Amerika
- 1958: Auferstehung
- 1959: Herrn Josefs letzte Liebe
- 1960: Das weite Land (Fernsehfilm)
- 1960: Ich heirate Herrn Direktor
- 1960: Prinzessin Olympia (Olimpia)
- 1961: Die Abenteuer des Grafen Bobby
- 1961: Das Riesenrad
- 1962: Waldrausch
- 1962: Bekenntnisse eines möblierten Herrn
- 1963: Der Musterknabe
- 1964: Der Verschwender
- 1964: Geschichten aus dem Wienerwald
- 1969: Schwester Bonaventura (Fernsehfilm)
- 1971: Liliom (Fernsehfilm)
- 1972: Hochzeit (Fernsehfilm)
- 1979: Geschichten aus dem Wiener Wald
- 1980: Tatort: Mord auf Raten (Fernsehreihe)